# 斡都蛮
斡都蛮（?—?），元朝将领。回回人，祖籍西域八瓦耳，阿剌瓦而思玄孙，阿剌瓦丁曾孙，赡思丁之孙，阿散不别之子。
斡都蛮袭职。致和元年（1328年）八月，从上都离开元天顺帝，到大都投靠元文宗。丞相燕帖木儿任命他为裨将，率壮士百人，陀罗台驿围攻擒获灭里帖木儿等人，被赐衣一袭，及秃秃马失甲、金束带各一，白金一百两，钞二百锭。天历元年（1328年）九月，充行院同佥。十月，随军在卢沟桥击败忽剌台、马紥罕等的军队，追至紫荆关，俘获很多，招降安童所率领军队一千五百人，以功受上赏。天历二年（1329年），进升为佥枢密院事。天历三年（1330年），以隆镇卫都指挥使兼领拱卫司。

## 延伸阅读
[在维基数据编辑]
 《新元史/卷131》，出自柯劭忞《新元史》